# Monclova
Monclova é uma cidade localizada no estado de Coahuila, no México.